# Tiván
A Tiván török eredetű régi magyar személynév, egy sólyomféle madár nevéből származik.

## Gyakorisága
Az 1990-es években szórványos név, a 2000-es években nem szerepel a 100 leggyakoribb férfinév között.

## Névnapok
Ajánlott névnap
- június 22.[2]